# Gerald Gardiner
Gerald Austin Gardiner, baron Gardiner, (30 mai 1900 - 7 janvier 1990) est un homme politique travailliste britannique, qui est Lord grand chancelier de 1964 à 1970 et pendant cette période, il introduit dans le droit britannique de nombreuses réformes, avec notamment la création de la Commission du droit en 1965.

## Jeunesse et éducation
Il est le fils de Robert Septimus Gardiner (mort le 16 novembre 1939)  et d'Alice von Ziegesar (décédée le 31 janvier 1953 ), fille du comte von Ziegesar et petite-fille de Denys Lardner . Gardiner est né à Chelsea, Londres  et fréquente l'école de Harrow. Lorsque son père lui rend visite à Harrow, il remarque une copie de la Nation, incorporée plus tard dans le New Statesman, et hurle qu'aucun autre de ses fils n'irait dans une école où de telles publications étaient exposées ouvertement. Les deux frères de Gerald ont été envoyés au Collège d'Eton.
Lorsque Gardiner est au Magdalen College, Oxford dans les années 1920, il publie une brochure sur papier rose qui aboutit à son renvoi. Une femme de premier cycle avait subi le même sort quelques jours auparavant pour être entrée dans un collège pour hommes après une danse. Gardiner, de façon caractéristique, s'est précipitée à sa défense et le vice-chancelier, Lewis Richard Farnell, notoirement déconnecté de la génération d'après-guerre, a demandé à Gardiner de partir. Gardiner obtient un diplôme de quatrième classe en jurisprudence en 1923.
Tout en occupant le poste de chancelier de l'Open University, il obtient un diplôme en sciences sociales, à l'âge de 76 ans.

## Pacifisme
Gerald Gardiner sert dans les Coldstream Guards en 1918, mais dans les années 1930, il adhère à la Peace Pledge Union. Pendant la Seconde Guerre mondiale Gardiner se porte volontaire pour rejoindre l'Unité d'ambulance des amis, comme alternative au service militaire, bien qu'il ait en fait un peu plus de l'âge de la conscription, et sert de 1943 à 1945.

## Carrière juridique
Gardiner est admis au barreau en 1925 et nommé conseiller du roi en 1948. En tant qu'avocat, il se bat pour l'abolition de la peine capitale. Il défend le Daily Mirror et son chroniqueur Cassandra (William Neil Connor) dans un procès en diffamation notable en 1959 lorsque le pianiste Liberace affirme qu'un article de journal le citait comme homosexuel . Avec plus de succès, il est l'avocat de la défense dans le procès pour obscénité des éditeurs de L'Amant de lady Chatterley en 1960. Il joue un rôle actif dans divers mouvements de réforme et occupe de nombreux postes officiels. Il est membre du Comité sur la pratique et la procédure de la Cour suprême, 1947-1953, présidé par Raymond Evershed, 1er baron Evershed . Il est membre du Comité de réforme du droit du Lord Chancelier, 1952-1963, maître du banc d'Inner Temple en 1955, président du conseil général du barreau en 1958 et 1959 . Il est également membre de la Commission internationale de juristes en 1971 et coprésident de la Campagne nationale pour l'abolition de la peine capitale.

## Lord Chancelier
Gardiner se présente aux élections en tant que candidat du Parti travailliste aux élections générales de 1951 à Croydon West. Il perd contre le conservateur, Richard Thompson. Dans les honneurs du Nouvel An 1964, il est nommé pair à vie avec le titre de baron Gardiner, de Kittisford dans le comté de Somerset. Lors de la victoire aux élections générales de 1964 du Parti travailliste, il est nommé Lord Chancelier et au Conseil privé du Royaume-Uni en 1964 par Harold Wilson. En 1970, le Parti travailliste est battu aux élections générales et Lord Gardiner démissionne de son poste de Lord Chancelier. Dans ce rôle, il est responsable de la création du Médiateur. Il a également fait beaucoup pour faire progresser les droits des femmes.
Lors des débats sur le projet de loi britannique sur les télécommunications  à la Chambre des lords en 1981, divers membres ont soulevé des inquiétudes au sujet des écoutes téléphoniques. Dans sa contribution, Lord Gardiner parle des difficultés qu'il a éprouvées en tant que Lord Chancelier (1964-1970) pour pouvoir mener des discussions strictement privées avec le procureur général de l'époque. Lord Gardiner déclare qu'il croyait que ses appels téléphoniques avaient été interceptés par une organisation de renseignement britannique.

## Fin de carrière
Lord Gardiner publie le Minority Report en mars 1972 dans le cadre du rapport Parker (rapport du Comité des conseillers privés chargé d'examiner les procédures autorisées pour l'interrogatoire des personnes soupçonnées de terrorisme), qui considérait les procédures d'interrogatoire utilisées contre les suspects de terrorisme en Irlande du Nord, avec une référence particulière aux allégations de torture lors de l'internement en 1971. Lord Gardiner est nommé compagnon d'honneur lors des honneurs du Nouvel An 1975.
En juin 1981, Gardiner survit à une tentative d'assassinat ratée lorsqu'une bombe contenant 3 livres d'explosif est attachée à sa voiture par l'IRA lors d'une visite à Belfast. L'appareil est ensuite retrouvé près de la jonction de University Road et Elmwood Avenue, à Belfast, et désamorcé par l'armée britannique. L'IRA a publié une déclaration disant: «Nous voulions tuer Gardiner, l'architecte politique de la politique de criminalisation et les blocs H. L'appareil est tombé de la voiture et n'a pas explosé. " .
Il est chancelier de l'Open University de 1973 à 1978.

## Vie privée
En 1925, il épouse Lesly Trounson (décédé en 1966). Ils ont une fille. En 1970, Gardiner épouse Muriel Box, écrivaine, productrice et réalisatrice qui a remporté un Oscar du meilleur scénario original pour Le Septième Voile. Elle a publié sa biographie en 1983 . Il est mort à Hendon, Londres  le 7 janvier 1990, âgé de 89 ans.

## Publications
- La peine capitale comme moyen de dissuasion: et l'alternative, Londres, Victor Gollancz (1956).
- Law Reform Now (sous la direction d'Andrew Martin), Londres, Victor Gollancz (1963).
- Justice (COMMISSION INTERNATIONALE DES JURISTES) Vivre à fond. Le problème des vieilles convictions. Le rapport d'un comité mis en place par la justice, la Howard League for Penal Reform, l'Association nationale pour la prise en charge et la réinstallation des délinquants . Président du comité, le Rt. Hon. Lord Gardiner. Londres: Stevens & Sons, 1972.  (ISBN 0-420-43910-2)
- Gouvernement britannique, bureau d'Irlande du Nord. Rapport d'un comité chargé d'examiner, dans le contexte des libertés civiles et des droits de l'homme, des mesures de lutte contre le terrorisme en Irlande du Nord, etc. (1975) (Documents parlementaires. Cmnd. 5847)  (ISBN 0-10-158470-9), président : Lord Gardiner.